# Rhabdochaeta guamae
Rhabdochaeta guamae es una especie de insecto del género Rhabdochaeta de la familia Tephritidae del orden Diptera.

## Historia
Malloch la describió científicamente por primera vez en el año 1942.